# Кримський академічний російський драматичний театр імені Максима Горького
Кримський академічний російський драматичний театр імені Максима Горького — республіканський (АРК) академічний російський драматичний театр, що працює в столиці автономії місті Сімферополі; є найстарішою професійною театральною сценою регіону (працює від 1821 року).

## Загальні дані та споруда театру
Кримський академічний російський драматичний театр імені Максима Горького міститься в історичній будівлі в сімферопольському середмісті, і розташований за адресою:
вул. Пушкіна, буд. 15, м. Сімферополь—95011 (АР Крим, Україна).

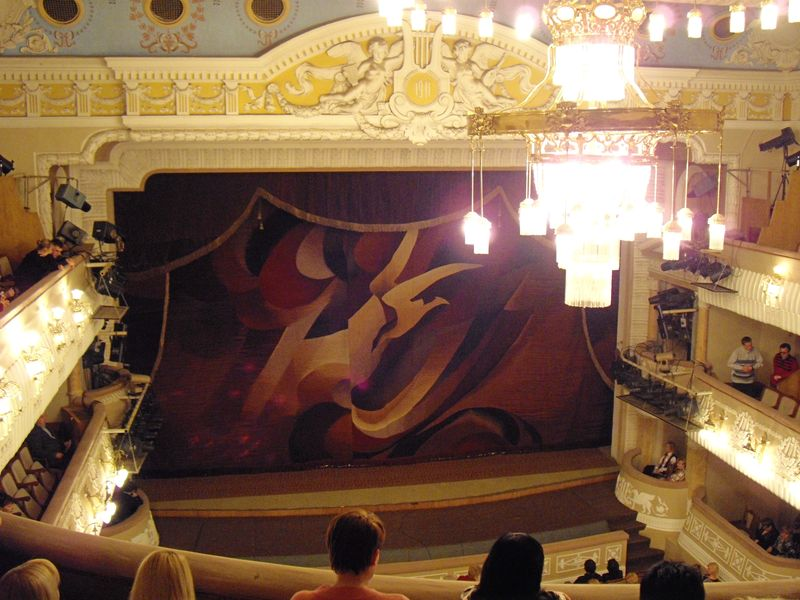
Інтер'єр театру

Основний будинок театру площею 5,3 тис. м² має історико-культурну цінність і є пам'яткою архітектури. Споруда зведена в 1911 році за проектом академіка архітектури О. М. Бекетова, а реалізація проекту здійснювалась під контролем будівельного інженера Я. Рикова. Будівля витримана в стилі неокласицизму з елементами стилю модерн. Фронтон і портик рясно оздоблені скульптурами (фігури Аполлона, Мельпомени, левів-грифонів та інші), зала для глядачів і фоє — ліпниною та розписом, мармурові сходи — бронзовими скульптурними зображеннями лицарів (автор — скульптор О. І. Якобс).
У театрі працює як головна (велика), так і експериментальна (мала) сцени. На Радянській площі розташована філія театру. Таким чином, загальна площа будинків театру становить 12,5 тис. м².
Генеральний директор і художній керівник театру — Народний артист України Новиков Анатолій Григорович.

## Історія театру

### Від заснування до 1920-х років
Театр у Сімферополі був заснований у 1821 році. Початок театру поклав московський купець Волков, що оселився у місті й узяв у Дворянського зібрання в оренду сарай, пристосував його під театральну будівлю зі сценою, партером, ложами, після чого з'явилася також театральна трупа.
Сарай неодноразово перебудовувався стараннями директора сімферопольської гімназії та брата відомого російського актора того часу А. Самойлова, купця І. С. Чеха та інших. А 1873 року приміщення театру було розібрано і побудовано нове — з фоє, сценою, залом для глядачів на 410 місць, артистичними вбиральнями, майстернями, конторою та іншими службами. Вестибюль і буфет розміщувалися в сусідній будівлі Дворянського зібрання.
Від 1888 року театр іменувався Сімферопольським Дворянським, згодом — Театр Таврійського дворянства.
Проте на сімферопольській сцені у XIX столітті переважала провінційність — зокрема, провідними були трупа бердянського купця Данила Жураховського, «Компанія акторів» Виноградова-Дудкіна. Хоча подеколи траплялося, що в місті ставалися великі театральні події і на місцевій сцені провінційного театру виступали знамениті актори. Так, від 1 по 12 вересня 1846 року в 13 виставах («Москаль-чарівник», «Наталка-Полтавка», «Матрос», «Ревізор» та інші) виступав знаменитий тогочасний актор Михайло Щепкін, на сімферопольській сцені виступали корифеї українського театру Марко Кропивницький, Микола Садовський, Марія Заньковецька, також видатний американський актор-трагік Айра Олдрідж.
У 1911 році була збудована сучасна будівля театру, що стало визначною подією в житті Сімферополя.
У подальшому в буремні роки 1-х 2 десятиліть ХХ століття будинок сімферопольського театру активно використовувався у політичному та громадському житті. Так, у 1918 році тут відбулося урочисте відкриття Таврійського університету. У грудні 1920 року тут виступав з доповіддю М. О. Семашко, 7—9 листопада 1921 року відбувся Перший Всекримський установчий з'їзд Рад робітничих, селянських, червоноармійських і флотських депутатів.
У 1920 році театр носив назву Перший Радянський театр.

### Театр за СРСР і в наш час
У 1921—31 роки театр носив назву Кримський державний драматичний театр, від 20 вересня 1932 року — в ознаменування 40-річного ювілею літературної та громадської діяльності основоположника пролетарської радянської російської літератури Максима Горького заклад мав назву Кримський державний драматичний театр ім. М. Горького.
На сцені театру в роки соціалістичного будівництва ставилася класика («Лихо з розуму» О. Грибоєдова, «Розбійники» Ф. Шіллера та ін) і твори тогочасних радянських драматургів. У сезоні 1926/1927 років, зокрема, була поставлена «Любов Ярова» К. Треньова. У наступні роки ставилися «Шторм», «Штиль», «Місяць зліва» В. Білль-Білоцерківського, «Бронепоїзд 14-69» В. Іванова, «Темп» М. Погодіна, «Загибель ескадри» О. Корнійчука та інші героїко-революційні п'єси.
У 1928—44 роках у будинку театру працювала також кримськотатарська трупа.
У роки німецької окупації 1943—44 років (заклад у 1942—44-х роках офіційно іменувався Сімферопольський російський театр драми і комедії) у театрі діяла підпільна група «Сокіл», до якої входили артисти і технічні співробітники театру. Підпільники вели розвідувальну роботу, підтримували зв'язок з кримськими партизанами. Фактично напередодні звільнення Сімферополя, гестапівці розкрили підпільників і 10 квітня 1944 року розстріляли їх. У пам'ять про сміливців на будівлі театру встановлено меморіальну дошку, на сцені був поставлений спектакль «Вони були акторами», а 1981 року знято однойменний телефільм.
У 1946—54 роках театр мав назву Кримський обласний драматичний театр ім. М. Горького, у 1960—68 роках — Кримський російський драматичний театр ім. М. Горького, у 1968—78 роках — Кримський державний російський драматичний театр ім. М. Горького.
У повоєнний період 1970—2000-х років можна виділити наступні етапи художньо-творчої діяльності театрального колективу:
- освоєння нової, сучасної драматургії, часто у співавторстві з авторами, постановка п'єс у першопрочитанні (1970—1980-і роки);

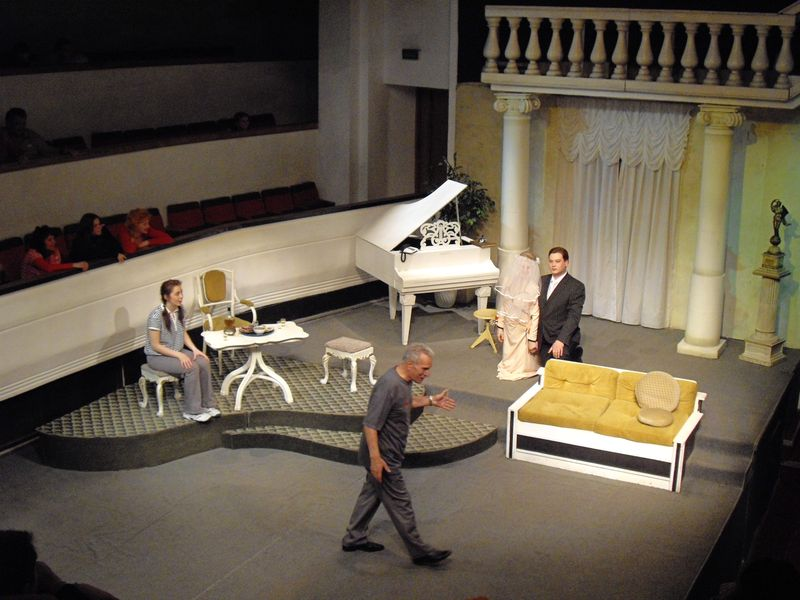
Сцена з вистави на малій сцені театру

- розробка малих форм і створення відповідних сценічних майданчиків (мала сцена, камерна сцена, амфітеатр), методики і художньо-постановочних прийомів для цих сцен (1980—1990-і роки);
- використання нових художніх засобів у постановці спектаклів для молоді і створення усередині структури Театру сучасного балету і Театру юного глядача (1990-ті роки).
- спадкоємність художніх традицій та підготовка молодих акторів для трупи шляхом відкриття Школи-студії при театрі, творчі пошуки колективу, звернення до світової класики, актуального постановочного матеріалу (1990—2000-ні роки).

У 1979 році театрові присвоєне звання академічного, відтоді заклад дістав свою сучасну назву — Кримський академічний російський драматичний театр імені Максима Горького.
У 1979—95 роках проведена реставрація будинку театру, а також здійснено прибудову нового корпусу.

## Керівники театру
До 1917 року керівниками театру та антрепренерами Сімферопольського театру були: Волков, І. Чех, Д. Жураховський, В. Томар, Н. Рудзевич, С. Новиков, В. Дар'ялова, Д. Семченко, А. Смецький, О. Суслов, М. Світланова та інші.
У наступні роки головними режисерами театру були:
- Рудін Павло Анатолійович — 1919–1924, заслужений артист республіки;
- Унгерн Рудольф Адольфович — 1924–1926;
- Варшавський Яків Абрамович — 1926–1927;
- Полєвой Петро Олександрович — 1927–1928, заслужений артист Кримської АРСР;
- Бертельс Борис Олександрович — 1928–1935, заслужений артист Кримської АРСР;
- Полєвой Петро Олександрович — 1935–1937, заслужений артист Кримської АРСР;
- Слав'янова Зінаїда Михайлівна — 1937–1941, заслужений артист РСФСР;
- Харламов Борис Валеріанович — 1942–1944;
- Ельстон Лев Михайлович — 1944–1948, заслужений артист РСФСР, заслужений діяч мистецтв Кримської АРСР;
- Оглоблін Володимир Миколайович — 1949–1952, заслужений діяч мистецтв УРСР, лауреат Державної премії СРСР;
- Іпатов Віктор Максимович — 1952–1957;
- Акінфієв Віктор Павлович — 1957–1961, заслужений артист Естонської РСР;
- Тимошин Валентин Петрович — 1961–1966, народний артист УРСР;
- Ятковський Юрій В'ячеславович — 1966–1972, заслужений діяч мистецтв УРСР;
- Новиков Анатолій Григорович — 1972 —2017, народний артист УРСР, лауреат Державних премій СРСР.

## Репертуар, колектив і нагороди
Найвизначніші постановки Кримського академічного російського драматичного театру імені Максима Горького:
- «Принцеса Турандот» К. Гоцці, режисер — Р. Унгерн, музика І. Дунаєвського (1925);
- «Віринея» Л. Сейфулліної, режисер — Р. Унгерн (1926);
- «Любов Ярова» К. Треньова, режисери Я. Варшавський, П. Полєвой (1927);
- «Людина з рушницею»" М. Погодін, 1939 р., реж. З. Слав'янова (1939);
- «Єгор Буличов» М. Горького, режисер Є. Орлов (1948);
- «Старий» М. Горького, режисер П. Гайдебуров (1952);
- «Яків Богомолов» М. Горького, режисер Ю. Ятковський (1968);
- «Цар Федір Іоаннович» О. Толстого, режисер О. Новиков (1972);
- «Вони були акторами» Г. Натансона, В. Орлова, режисер О. Новиков (1973);
- «Дядя Ваня» А. Чехова, режисер О. Новиков (1980);
- «Новосілля в старому будинку» А. Кравцова, режисер О. Новиков (1985);
- «Фаворит» В. Пікуля, Г. Бодикіна, режисер О. Новиков (1988);
- «Майстер і Маргарита» М. Булгаков, інсценіровка О. Іващенка, режисер О. Новиков (1997);
- «Річард III» В. Шекспіра, режисер О. Новиков (1992);
- «Як це робилося в Одесі» І. Бабеля, О. Соболєва, режисер В. Аносов (1994);
- «Ревізор» М. Гоголя, режисер О. Новиков (1999);
- «Поминальна молитва» Г. Горіна, режисер О. Новиков (1999);
- «Діти Ванюшина» С. Найдьонова, режисер О. Новиков (2001).

Найяскравіші актори трупи театру в різні роки: П. Вульф, Л. Ріттер, Ф. Раневська, О. Голобородько, М. Царьов, Л. Бойко, Н. Соснін, Ю. Максимов, В. Кенігсон, В. Навроцький, А. Перегонець, Н. Малигіна, А. Бондаренко. У сезоні 1925—26 років музичною частиною театру завідував відомий радянський композитор Ісаак Дунаєвський.
Кримський академічний російський драматичний театр імені Максима Горького має наступні нагороди та відзнаки:
- Державна премія СРСР за спектакль «Старий» М. Горького, режисер П. Гайдебуров (1951);
- Золота медаль ім. А. Попова (1974) і Державна премія СРСР (1977) за спектакль «Вони були акторами» Г. Натансона, В. Орлова, режисер О. Новиков;
- Державні премії Автономної республіки Крим за спектаклі:
  - «Річард III» В. Шекспіра, режисер О. Новиков (1992);
  - «Як це робилося в Одесі» І. Бабеля, О. Соболєва, режисер В. Аносов (1994);
  - «Ревізор» М. Гоголя, режисер О. Новиков (2000);
- Почесна грамота Верховної Ради Автономної республіки Крим за спектакль «Вони були акторами» Г. Натансона, В.Орлова, режисер О. Новиков (2000).

## Галерея

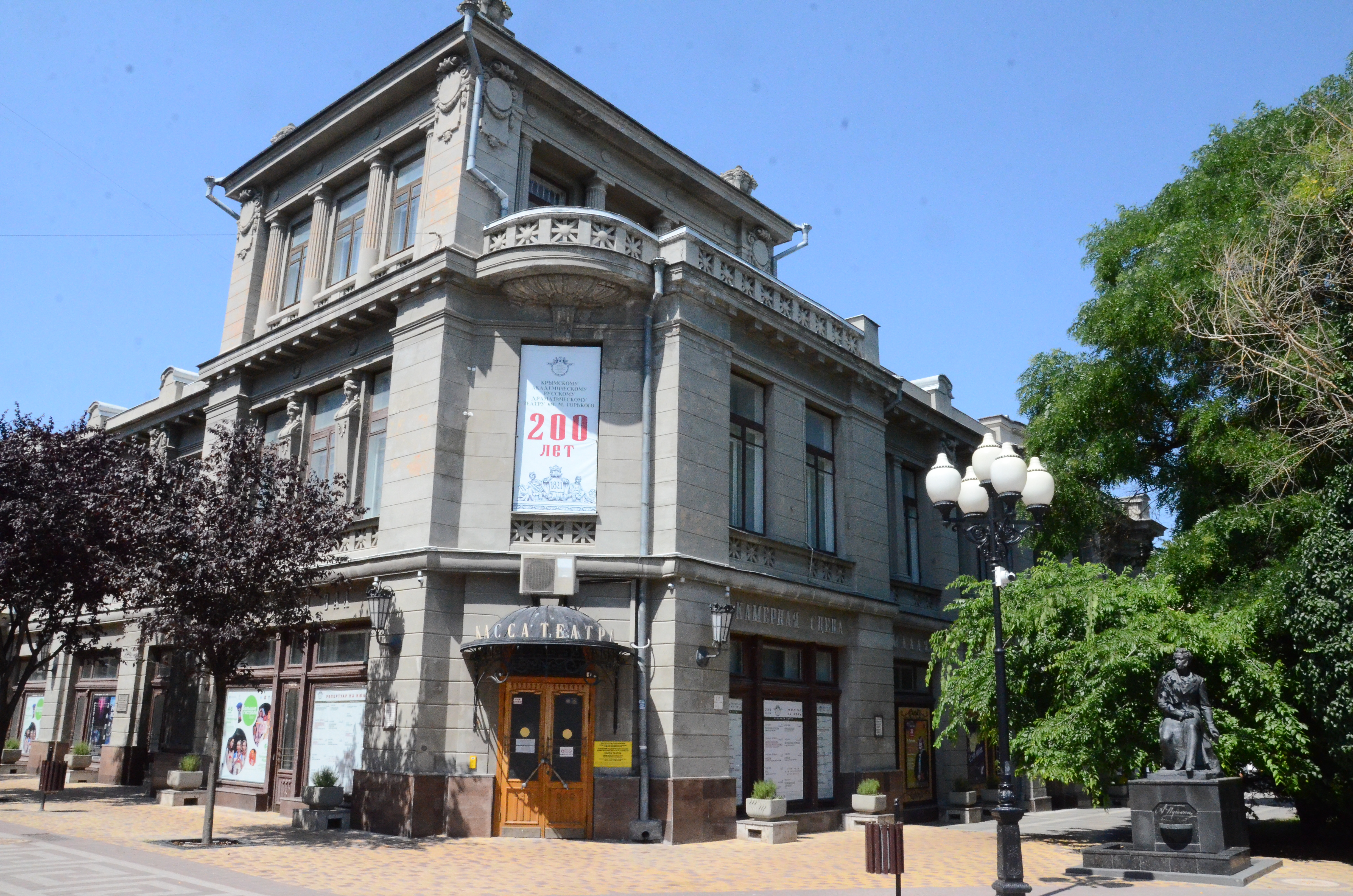
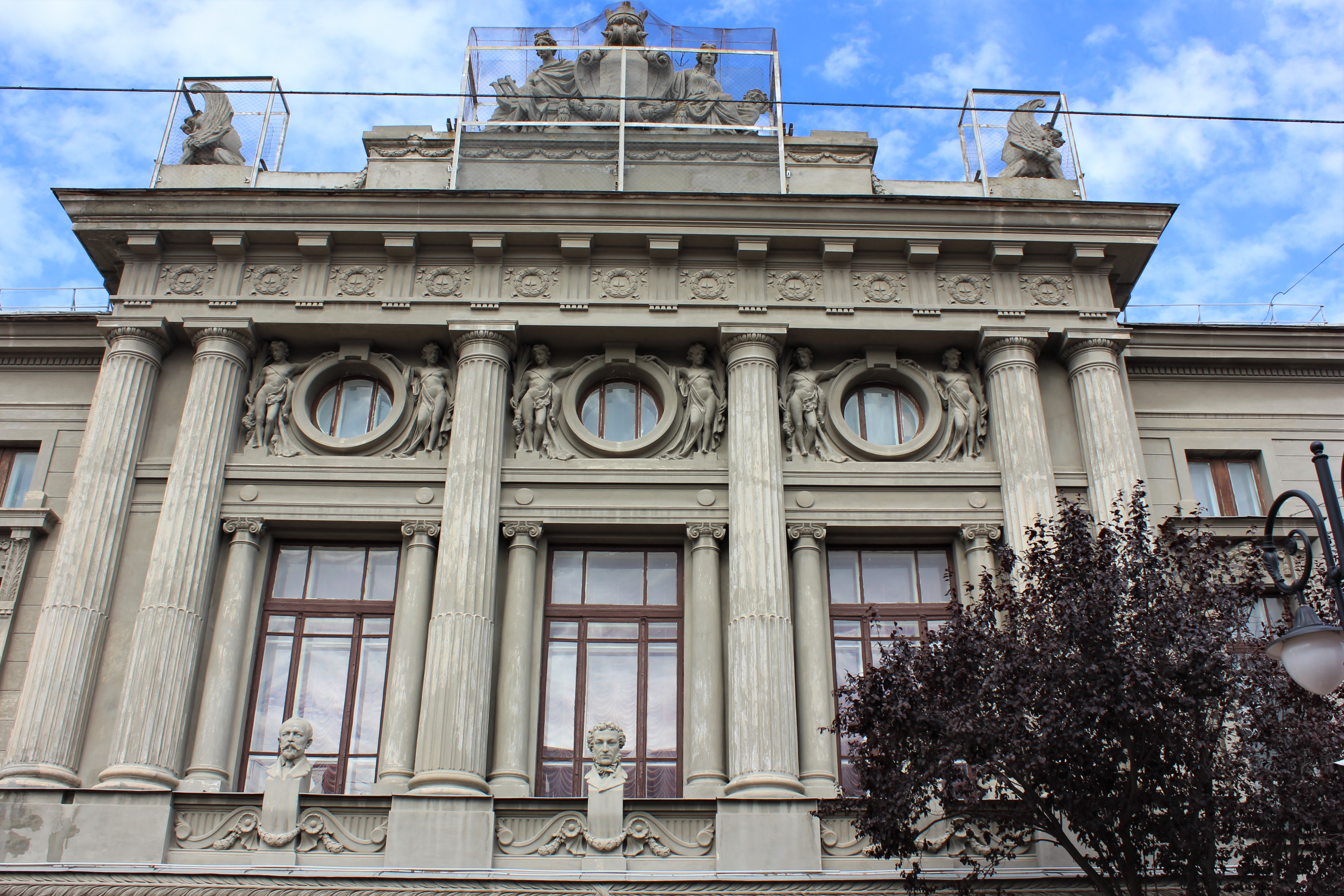

## Виноски
1. ↑  Європейська театральна архітектура — Arts and Theatre Institute.
2. ↑  Художній керівник (театру) на Офіційна вебсторінка театру (рос.)
3. ↑  Театр ім. М. Горького [Архівовано 20 листопада 2010 у Wayback Machine.] на www.archiportal.crimea.ua (Кримський архітектурний портал) [Архівовано 3 вересня 2011 у Wayback Machine.] (рос.)
4. ↑  Широков В. А., Широков О. В. Симферополь: «Улицы рассказывают».— Симферополь: Таврия, 1983.—-208 с, 16 л. ил (рос.)
5. ↑  Історія театру [Архівовано 29 травня 2009 у Wayback Machine.] на Офіційна вебсторінка театру [Архівовано 11 березня 2010 у Wayback Machine.] (рос.)
6. ↑  Республиканська організація «Кримський академічний російський драматичний театр ім. М. Горького»[недоступне посилання з липня 2019] на (офіційний) сайт Міністерства культури і мистецтв Автономної Республіки Крим[недоступне посилання з липня 2019]